# Подивись на мене (фільм, 2004)
«Подивись на мене» (фр. Comme une image)

## Сюжет
Лоліта Касар (Марільє Беррі) — дочка відомого письменника Етьєнна. Попри те, що в дівчини «зоряний» тато, їй доводиться боротися з безліччю комплексів — не вдалася ні зовнішністю, ні фігурою. Але і це не найстрашніше. Адже найбільші страждання заподіює Лоліті її власний батько, чию увагу вона постійно намагається завоювати. Своєю головною конкуренткою вона вважає молоду й гарну дружину батька, через яку він її ігнорує. Щоб хоч у чомусь перевершити мачуху, Лоліта вирішує брати уроки співу. Чоловік учительки співу теж письменник. У нього не все гаразд у творчій діяльності, але після зближення з родиною Етьєнна виникає надія на успіхи в майбутньому. Будні цих двох родин наповнені сварками, примиреннями і підозрами. Кожному ясно, як варто чинити іншому, але ніхто не знає, яким чином можна вирішити власні проблеми.

## Нагороди та номінації
Канський кінофестиваль
| Рік  | Номінація (номінант)                                | Результат |
| ---- | --------------------------------------------------- | --------- |
| 2004 | Найкращий кіносценарій (Аньєс Жауї, Жан-П'єр Бакрі) | Перемога  |
| 2004 | Золота пальмова гілка (Аньєс Жауї)                  |           |

Премія Європейської Академії Кіно
| Рік  | Номінація (номінант)                                | Результат |
| ---- | --------------------------------------------------- | --------- |
| 2004 | Найкращий кіносценарій (Аньєс Жауї, Жан-П'єр Бакрі) | Перемога  |
| 2004 | Найкращий режисер (Аньєс Жауї)                      |           |

Стокгольмський кінофестиваль
| Рік  | Номінація (номінант)                                | Результат |
| ---- | --------------------------------------------------- | --------- |
| 2004 | Найкращий кіносценарій (Аньєс Жауї, Жан-П'єр Бакрі) | Перемога  |

Кінопремія «Боділ», (Данія) (дан. Bodil Prisen)
| Рік  | Номінація (номінант)                          | Результат |
| ---- | --------------------------------------------- | --------- |
| 2005 | Найкращий не-американський фільм (Аньєс Жауї) | Перемога  |

Премія Сезар, Франція (фр. César)
| Рік  | Номінація (номінант)                                | Результат |
| ---- | --------------------------------------------------- | --------- |
| 2005 | Найкращий кіносценарій (Аньєс Жауї, Жан-П'єр Бакрі) |           |
| 2005 | Найперспективніша актриса (Марільє Беррі            |           |

Гільдія режисерів Великої Британії
| Рік  | Номінація (номінант)                                | Результат |
| ---- | --------------------------------------------------- | --------- |
| 2005 | За найкращу режисуру іноземного фільму (Аньєс Жауї) |           |

Золота зірка
| Рік  | Номінація (номінант)                                | Результат |
| ---- | --------------------------------------------------- | --------- |
| 2005 | Найкращий дебют у жіночій ролі (Марільє Бері)       | Перемога  |
| 2005 | Найкращий кіносценарій (Аньєс Жауї, Жан-П'єр Бакрі) | Перемога  |

Премія Лондонського кола кінокритиків
| Рік  | Номінація (номінант)                           | Результат |
| ---- | ---------------------------------------------- | --------- |
| 2005 | Кіносценарій року (Аньєс Жауї, Жан-П'єр Бакрі) |           |

Премія Люм'єр , Франція
| Рік  | Номінація (номінант)                             | Результат |
| ---- | ------------------------------------------------ | --------- |
| 2005 | Найперспективніша молода актриса (Марільє Беррі) | Перемога  |

Премія «Хлотрудіс»
| Рік  | Номінація (номінант)             | Результат |
| ---- | -------------------------------- | --------- |
| 2006 | Найкраща актриса (Марільє Беррі) | Перемога  |

Використано інформацію з сайту okino.ru 

## Цікаві факти
Марільє Бері — дочка французької актриси Жозіан Баласко (фр. Josiane Balasko, справжнє ім'я фр. Josiane Balasković)